# 亨納迪·內曉特尼
亨納迪·尼卡諾羅維奇·内曉特尼（羅馬化：Hennadii Nykanorovych Neshchotnyi；1938年12月29日—2016年8月3日），烏克蘭班杜拉琴独奏家，基辅科布扎爾全国联盟成员。分別在1980和1985年獲頒烏克蘭蘇維埃社會主義共和國功勳藝術家和人民藝術家稱號。